# Saint-Martin-de-la-Lieue
Saint-Martin-de-la-Lieue är en kommun i departementet Calvados i regionen Normandie i norra Frankrike. Kommunen ligger i kantonen Lisieux 2e Canton som ligger i arrondissementet Lisieux. År 2022 hade Saint-Martin-de-la-Lieue 767 invånare.

## Befolkningsutveckling
Antalet invånare i kommunen Saint-Martin-de-la-Lieue
Referens:INSEE

## Galleri

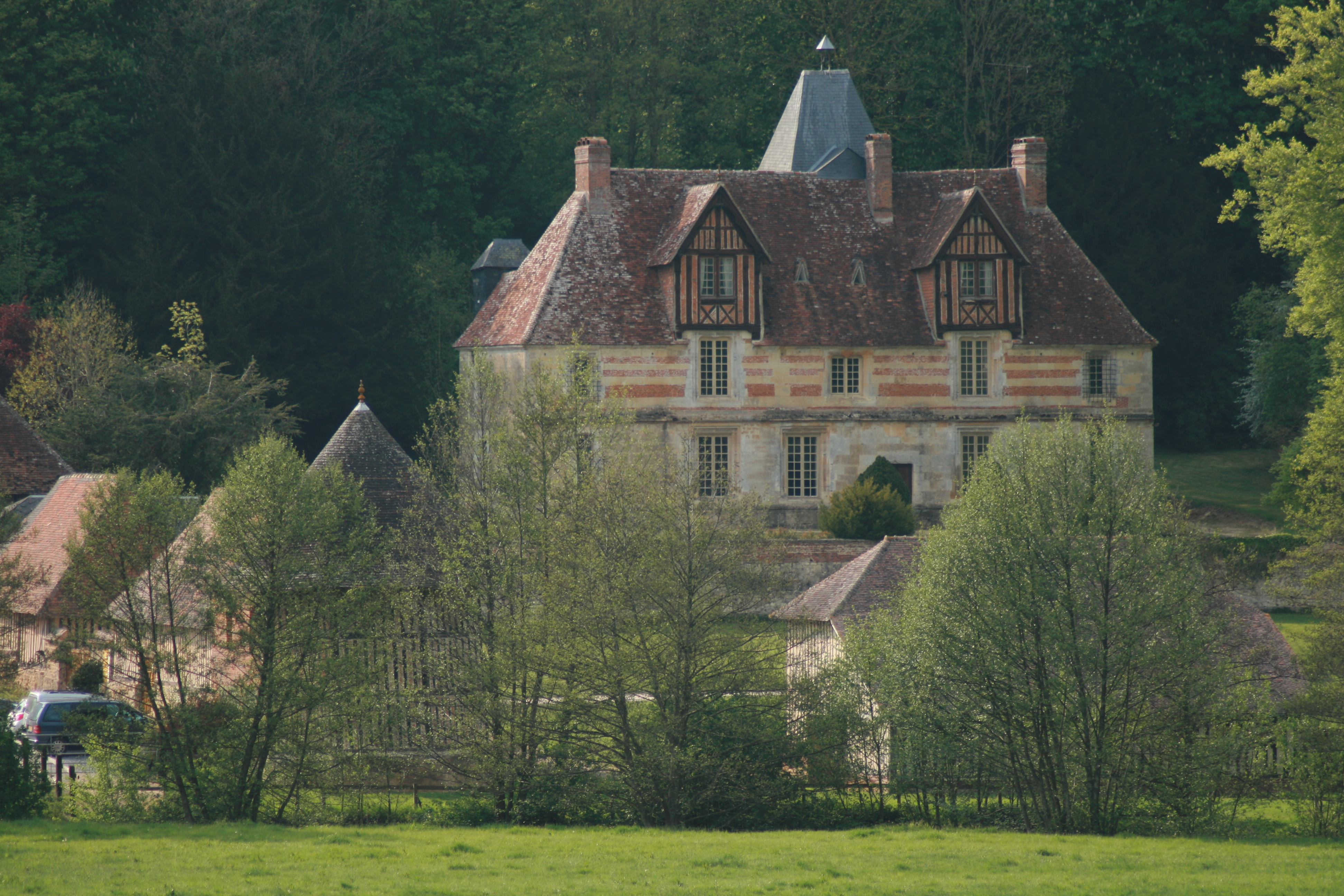